# Kumielsk

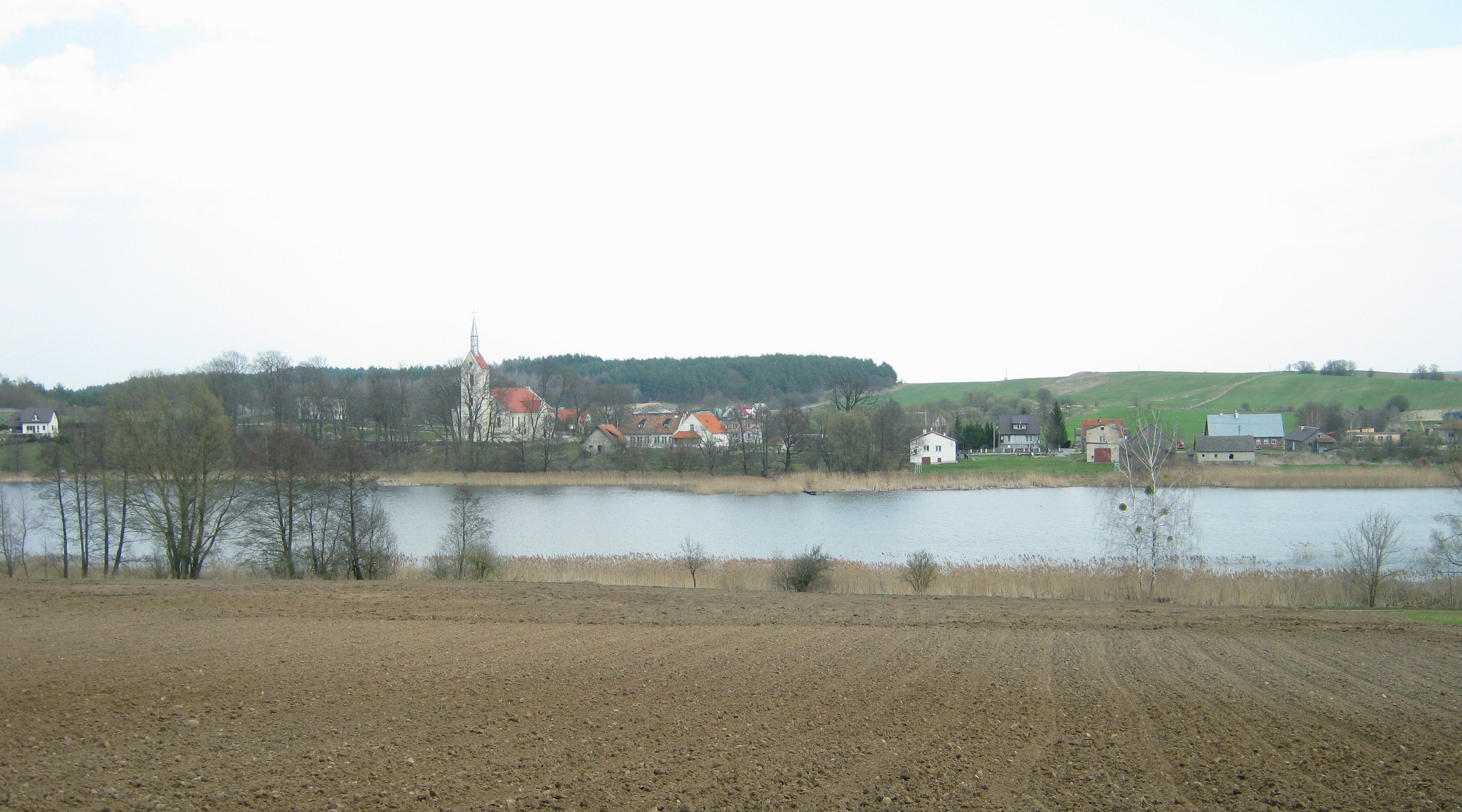
Blick auf Kumielsk am Jezioro Kumielskie (2013)

Kumielsk [kuˈmʲɛlsk] (deutsch Kumilsko, 1938–1945 Morgen) ist ein polnisches Dorf in der Woiwodschaft Ermland-Masuren. Es gehört zur Stadt- und Landgemeinde Biała Piska (Bialla, 1938 bis 1945 Gehlenburg) im Powiat Piski (Kreis Johannisburg).

## Geographische Lage
Kumielsk liegt im östlichen Süden der Woiwodschaft Ermland-Masuren, 15 Kilometer südöstlich der Kreisstadt Pisz (deutsch Johannisburg).

## Geschichte
Kumielsk wurde 1428 als „Zinsdorf“ mit sechs Schulzen-Hufen nach kölmischem Recht durch den Deutschen Ritterorden gegründet. Der prußische Name Kumelischken/Kumilszken/Komilsken aus dem Jahr 1471 deutet auf Pferdezucht (litauisch kumelė, lettisch kumlš).
Bei der Großen Pest 1709/11 fanden in Kumilsko etwa 735 Einwohner den Tod.
Am 8. April 1874 wurde Kumilsko Amtsdorf und damit namensgebend für einen Amtsbezirk, der – 1938 in „Amtsbezirk Morgen“ umbenannt – bis 1945 bestand und zum Kreis Johannisburg im Regierungsbezirk Gumbinnen (ab 1905: Regierungsbezirk Allenstein) in der preußischen Provinz Ostpreußen gehörte. Die Einwohnerzahl Kumilskos belief sich 1910 auf 445.
Aufgrund der Bestimmungen des Versailler Vertrags stimmte die Bevölkerung im Abstimmungsgebiet Allenstein, zu dem Kumislko gehörte, am 11. Juli 1920 über die weitere staatliche Zugehörigkeit zu Ostpreußen (und damit zu Deutschland) oder den Anschluss an Polen ab. In Kumilsko stimmten 300 Einwohner für den Verbleib bei Ostpreußen, auf Polen entfiel keine Stimme.
Im Jahr 1933 waren 354 Einwohner in Kumilsko registriert.
Aus politisch-ideologischen Gründen der Abwehr fremdländisch klingender Ortsnamen wurde Kumilsko am 3. Juni 1938 in „Morgen“ umbenannt. 1939 betrug die Einwohnerzahl 355.
Als 1945 in Kriegsfolge das gesamte südlich Ostpreußen an Polen überstellt wurde, war davon auch Kumilsko resp. Morgen betroffen. Es erhielt die polnische Namensform „Kumielsk“ und ist heute Sitz eines Schulzenamtes (polnisch Sołectwo). Damit gehört es zur Stadt- und Landgemeinde Biała Piska (Bialla, 1938 bis 1945 Gehlenburg) im Powiat Piski (Kreis Johannisburg), bis 1998 der Woiwodschaft Suwałki, seither der Woiwodschaft Ermland-Masuren zugehörig. Im Jahre 2011 betrug die Einwohnerzahl 309.

### Mammutbildstein
Im Jahre 1925 ist bei Kumilsko ein seltener Fund gemacht worden: ein Kalkstein mit der Ritzzeichnung eines Rüsseltieres, das aller Wahrscheinlichkeit nach ein Mammut darstellt.

## Religionen

### Kirchengebäude
In Kumilsko (= Comelske) wurde 1502 eine erste Kirche erwähnt. Sie brannte 1720 ab und auch das wiederaufgebaute Gotteshaus wurde 1849 ein Raub der Flammen. Die heutige Kirche entstand 1850 bis 1851 als Saalbau mit Feldsteinmauerwerk, innen mit offener Balkendecke überdeckt. Zur Innenausstattung gehören auch noch erhaltene Teile der Vorgängerkirche. Der Turm wurde 1874 errichtet. Bis 1945 war die Kirche zentrales Gotteshaus für das evangelische Kirchspiel Kumilsko/Morgen, heute ist sie Pfarrkirche der neu entstandenen römisch-katholischen Pfarrei Kumielsk.

### Kirchengemeinde

#### Evangelisch
In Kumilsko bestand bereits in vorreformatorischer Zeit eine Kirche, die zu Beginn des 16. Jahrhunderts die reformatorische Lehre übernahm. Bis 1715 war sie in die Inspektion Lyck (polnisch Ełk) eingegliedert, später gehörte sie bis 1945 zum Kirchenkreis Johannisburg in der Kirchenprovinz Ostpreußen der Kirche der Altpreußischen Union. 1925 zählte das Kirchspiel Kumilsko 3.736 Gemeindeglieder.
Flucht und Vertreibung der einheimischen Bevölkerung setzte der evangelischen Kirchengemeinde ein Ende. Die heute hier lebenden wenigen evangelischen Kirchenglieder halten sich zur Gemeinde in Biała Piska, einer Filialgemeinde von Pisz in der Diözese Masuren der Evangelisch-Augsburgischen Kirche in Polen.

#### Römisch-katholisch
Vor 1945 lebten in der Region Kumilsko nur sehr wenige katholische Kirchenglieder. Sie waren in die Pfarrkirche in Johannisburg einbezogen. Nach 1945 siedelten sich polnische Neubürger meist katholischer Konfession in Kumielsk an, die das bisher evangelische Gotteshaus als ihre Kirche und – ab 1962 – ihre Pfarrkirche übernahmen. Zur neu entstandenen Pfarrei gehört auch die Filialgemeinde in Rakowo (Adlig Rakowen (Domäne), 1938 bis 1945 Raken), eingegliedert in das Dekanat Biała Piska im Bistum Ełk der Römisch-katholischen Kirche in Polen.

## Schule
Im Jahre 1737 wurde Kumilsko ein Schulort. Die Kinder aus Kumilsko, Bagensken (1938 bis 1945 Lehmannsdorf, polnisch Bagieńskie) und Kuckeln (polnisch Kukły) wurde hier gemeinsam und mehrklassig unterrichtet.

## Verkehr
Kumielsk liegt an einer Nebenstraße, die bei Biała Piska von der Landesstraße 58 bzw. Woiwodschaftsstraße 667 abzweigt und über Radysy (deutsch Radishöh) bis nach Grodzisko (deutsch Grodzisko, 1932 bis 1945 Burgdorf) und von da an als Kreisstraße (Droga powiatowa) DP 1882B nach Żebry in der Woiwodschaft Podlachien führt. Auch von der Landesstraße 63 führt eine Nebenstraße über Liski (Lisken) nach Kumielsk.